# Kuchary (gmina Stopnica)
Kuchary – wieś w Polsce położona w województwie świętokrzyskim, w powiecie buskim, w gminie Stopnica.
W latach 1975–1998 miejscowość należała administracyjnie do województwa kieleckiego.

## Części wsi
| SIMC    | Nazwa     | Rodzaj    |
| ------- | --------- | --------- |
| 0272572 | Karczunek | część wsi |

## Historia
W wieku XIX Kuchary opisano jako wieś w powiecie stopnickim, gminie Szczytniki, parafii Stopnica. Położone o 2 mile od Wisły, i 1 milę od Buska, a 10 mil od Krakowa.

Wspomina wieś Długosz (1470-80), jako własność Hinka z Zagórzan (L.B. t.II s.442) wymienia także Łaski w (Liber beneficiorum t.I s.697). 
W 1827 r. było tu 23 domy i 113 mieszkańców. Według opisu Towarzystwa Kredytowego Ziemskiego folwark Kuchary posiadał rozległość mórg 679. Wieś folwarczna Kuchary osad 28, z gruntem mórg 145.